# Trichothurgus macroglossa
Trichothurgus macroglossa là một loài Hymenoptera trong họ Megachilidae. Loài này được Friese mô tả khoa học năm 1910.